# Lothar Sprung

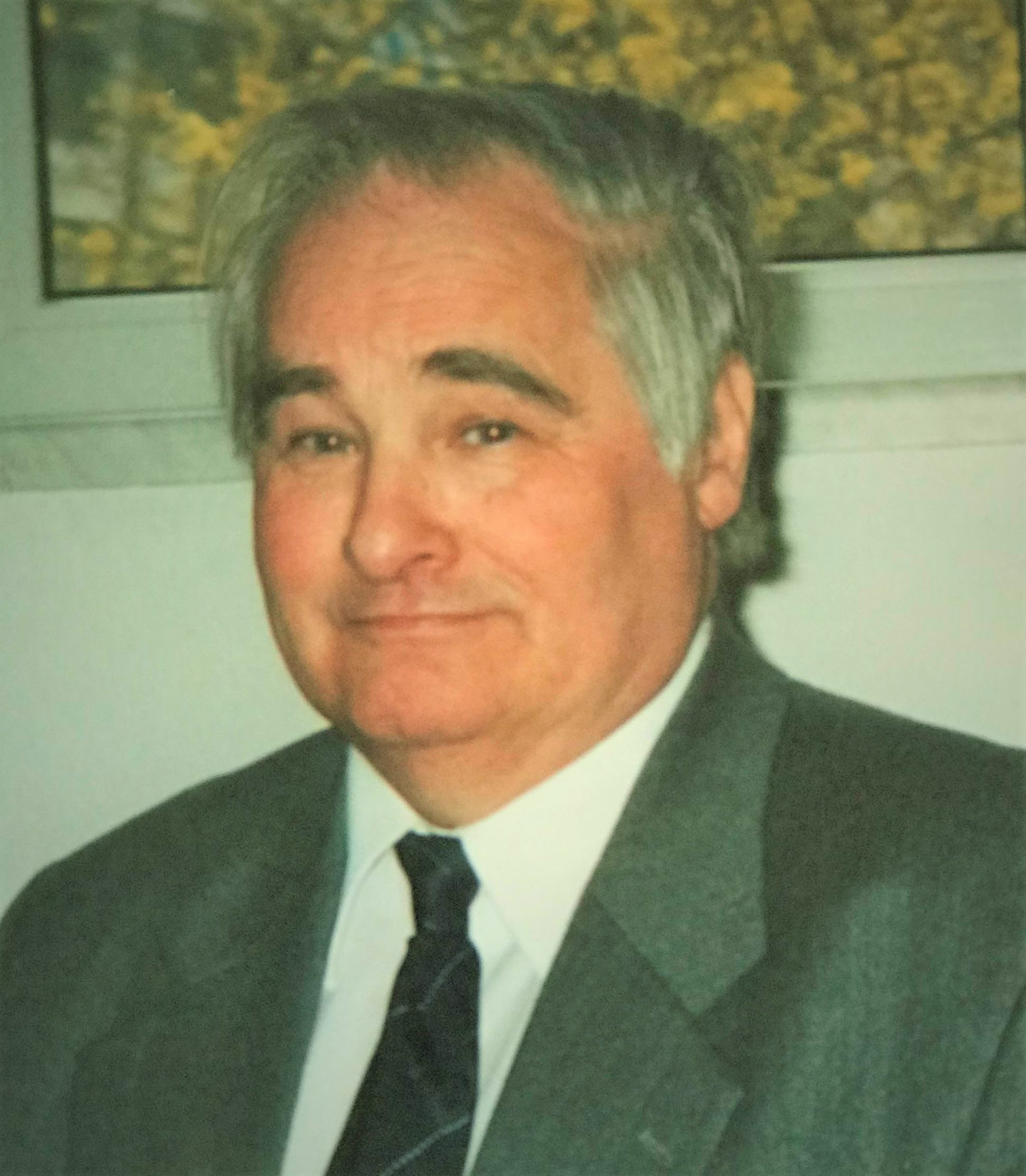
Lothar Sprung (2004)

Lothar Sprung (* 26. September 1934 in Berlin; † 18. Januar 2017 ebenda) war ein deutscher Psychologe, der auf den Gebieten der  Experimentalpsychologie, Methodik, Diagnostik und Psychologiehistorik arbeitete.

## Leben
Gegen Ende des Zweiten Weltkrieges hat Lothar Sprung noch als zehnjähriger „Kriegsteilnehmer“ in den Straßenkämpfen von Prag das Grauen des Krieges aktiv miterlebt, wobei er Glück hatte und unverwundet blieb. Diese Erfahrung hat ihn jedoch zum Pazifisten gemacht.
Er erlernte zunächst das Tischlerhandwerk, und von 1950 bis 1957 arbeitete er als Bau- und Möbeltischler, erwarb parallel von 1953 bis 1957 an der Abendoberschule die Hochschulreife (Abitur). In der Zeit von 1957 bis 1962 studierte er Biologie, Chemie und Psychologie an der Humboldt-Universität zu Berlin (HUB) und an der Friedrich-Schiller-Universität Jena. Sein Diplom in Psychologie erwarb er 1962 mit einer gedächtnispsychologischen Arbeit.
Seine wissenschaftliche Tätigkeit begann Lothar Sprung an der HUB als Wissenschaftlicher Assistent in der Allgemeinen Psychologie mit Untersuchungen zur Begriffsbildung. Hier prägte ihn die exakte Denkweise der Naturwissenschaften. Nach Promotion 1970 (experimentelle Arbeit auf dem Gebiet der Denkpsychologie) habilitierte er sich 1980 mit einer Arbeit zur Methodologie und Methodik, jeweils an der Humboldt-Universität bei Friedhart Klix. Zu seinen akademischen Lehrern zählte er auch Kurt Gottschaldt, der das Psychologische Institut der HUB von 1946 bis 1961 leitete und Anfang 1962 einem Ruf an die Georg-August-Universität Göttingen folgte.
Danach zog es ihn forschungsseitig in die Methodik. Zusammen mit seiner Frau Helga, die er beim Studium an der HUB kennengelernt hatte, legte er 1984 ein erstes Fachbuch „Grundlagen der Methodologie und Methodik der Psychologie“ vor. In diesem Werk hatten sie eine „Allgemeine Methodologie und Methodik der Humanwissenschaften“ entwickelt. Kennzeichen dieser Methodologie und Methodik ist ihre außerordentliche Systematik und eine Exaktheit, die in den empirischen Wissenschaften ihresgleichen sucht.
Sein weiteres Interesse galt der Diagnostik, und er hat zusammen mit Jürgen Guthke und H. R. Böttcher 1990/1991 zwei Buchbände zur Diagnostik vorgelegt.
Schließlich befasste er sich noch mit dem dritten Forschungsgebiet Psychologiegeschichte. Hierzu hat er zahlreiche Einzelarbeiten publiziert. Die Krönung seines Lebenswerkes war das Buch zusammen mit seiner Frau Helga „Eine kurze Geschichte der Psychologie und ihrer Methoden“, erschienen im Jahre 2010.
Seine wichtigsten wissenschaftlichen Leistungen erbrachte er am Institut für Psychologie sowie an der Sektion Psychologie der HUB als führender Psychologie-Methodiker der DDR. 1970 wurde er als Hochschuldozent berufen, gleichzeitig wurde er Stellvertretender Sektionsdirektor der Sektion Psychologie der Humboldt-Universität und übte diese Funktion bis 1973 aus. 1990 wurde er zum Professor für Methodologie und Methodik der Humanwissenschaften am Interdisziplinären Institut für Wissenschaftsphilosophie und Humanontogenetik der HUB berufen.
Seit 1993 war Sprung im Ruhestand, arbeitete jedoch weiter vor allem an psychologiehistorischen Projekten, so z. B. an der Herausgabe eines Bandes History of Psychology innerhalb einer achtbändigen History of Science vom Instituto della Enciclopedia Italiana. Seine Frau Helga Sprung publizierte 2006 die Biografie von Carl Stumpf, an der Lothar Sprung mitgearbeitet hatte.
Ab 1993 war er Lehrbeauftragter für Geschichte der Psychologie an der Freien Universität Berlin.
Im Jahre 2000 wurde er zum Mitglied der Leibniz-Sozietät der Wissenschaften zu Berlin gewählt.
In der Grabrede für Helga Sprung, die durch Annette Erb als letzte Promoventin von Lothar Sprung gehalten wurde, heißt es: „Helga und Lothar Sprung verschrieben sich mit Leib und Seele der Psychologie. Sie lebten Wissenschaft als Lebensentwurf. Es gab keine Trennung zwischen Arbeit und Freizeit. Ungebändigte wissenschaftliche Entdeckerfreude und unermüdlicher Fleiß, sowie das produktive Klima dieser Zweierbeziehung bewirkten eine reiche wissenschaftliche Ernte und eine internationale Bekanntheit.“

## Wichtigste Werke
Lothar Sprung hat insgesamt mehr als 150 Publikationen verfasst. Helga Sprung, seine Ehefrau, ist bei vielen seiner Arbeiten Co-Autorin.
- mit Helga Sprung: Grundlagen der Methodologie und Methodik der Psychologie. Deutscher Verlag der Wissenschaften, Berlin 1984, 2. Auflage 1987, ISBN 978-3-326-00255-2.
- mit J. Guthke und H. R. Böttcher (Hrsg.): Psychodiagnostik. Ein Lehr- und Arbeitsbuch für Psychologen sowie empirisch arbeitende Sozialwissenschaftler. Band 1 und 2. Deutscher Verlag der Wissenschaften, Berlin 1990/91.
- mit Wolfgang Schönpflug (Hrsg.): Zur Geschichte der Psychologie in Berlin. Lang Wissenschaftsverlag, Frankfurt am Main; Berlin; Bern; Bruxelles; New York; Oxford; Wien 1992, 2. Auflage 2003, ISBN 978-3-631-50463-5.
- mit Helga Sprung: Eine kurze Geschichte der Psychologie und ihrer Methoden. Profil-Verlag, München; Wien 2010, ISBN 978-3-89019-649-7.